# Trotzkismus

Logo der Vierten Internationale mit Hammer und Sichel und der Zahl 4

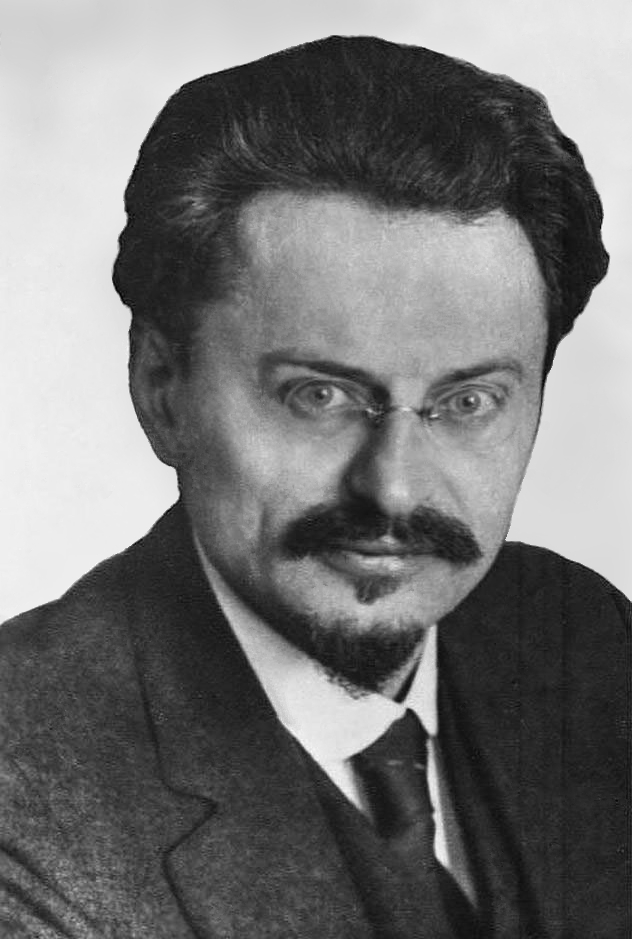
Leo Trotzki (um 1929)

Der Trotzkismus (in der Selbstbezeichnung auch Bolschewismus-Leninismus) ist einerseits eine von Leo Trotzki ausgehende ideologische Richtung des Marxismus (bzw. Marxismus-Leninismus), andererseits auch ein politischer Kampfbegriff, den Josef Stalin zur Diffamierung und Verfolgung politischer Gegner verwendete. Seine Anhänger werden als Trotzkisten bezeichnet oder nach ihrer Selbstbezeichnung Bolschewisten-Leninisten bzw. Bolschewiki-Leninisten oder Bolschewiken-Leninisten.

## Inhalte
Der Trotzkismus weicht insbesondere von der durch Josef Stalin vorgegebenen Linie des orthodoxen Marxismus-Leninismus hinsichtlich der Revolutionstheorie und der Parteilehre ab. Wesentlicher Bestandteil ist die Theorie der „Permanenten Revolution“, das heißt: die sozialistische Revolution als weltweiter, ständiger Prozess unter Führung von Arbeiterräten.
Nach eigenem Verständnis vertrat Trotzki die ursprünglichen, international ausgerichteten leninschen Lehren der russischen Oktoberrevolution im Gegensatz zur späteren Umdeutung durch den Stalinismus (Sozialismus in einem Land). Er definierte den Begriff in den 1920er Jahren als „die richtige Anwendung des Marxismus auf die neue Etappe in der Entwicklung der Oktoberrevolution und unserer Partei.“
Im Gegensatz zu der von Stalin vertretenen These vom möglichen „Sozialismus in einem Land“ stand Leo Trotzki für einen konsequenten Internationalismus. Nach seiner Theorie der permanenten Revolution kann der Sozialismus als Übergangsgesellschaft zum Kommunismus nur auf internationaler Ebene funktionieren, weswegen die ganze Welt durch eine Revolution vom Kapitalismus befreit werden müsse. Ausgangspunkt für den Trotzkismus ist aber vor allem auch die von Trotzki 1936 verfasste Studie Verratene Revolution. Was ist die Sowjetunion und wohin treibt sie? Darin arbeitete er eine Analyse der Bürokratisierung der häufig als degenerierte Arbeiterstaaten bezeichneten Länder aus, in denen eine proletarische Revolution stattgefunden hatte. Trotzkisten verstehen sich, wie viele andere marxistische Strömungen auch, als Vertreter des Leninismus.
Eine unter anderem von trotzkistischen Bewegungen verwendete Methode ist jene des „Entrismus“, der offenen oder verdeckten Mitarbeit in Parteien und Organisationen. Ziel kann dabei sein, die eigene Ideologie zu verbreiten, Mitglieder zu gewinnen, den Kurs der Organisation zu verändern, in Zeiten der Marginalisierung beziehungsweise des Verbots revolutionärer Organisationen nicht vollständig vom politischen Geschehen isoliert zu sein oder eine legale politische Arbeitsmöglichkeit zu haben.
„Trotzkismus“ als politischer Begriff wurde vor 1917 in erster Linie innerhalb der Sozialdemokratischen Arbeiterpartei Russlands zur Charakterisierung von Trotzkis Auffassungen verwendet.
Bei Stalin fungierte der Begriff nach 1923 als „Modellfall für sämtliche Formen der Linksopposition in der kommunistischen Bewegung bzw. der Sowjetunion“, um dann schließlich ab Mitte der 1930er Jahre hauptsächlich in der politischen Auseinandersetzung mit der sogenannten Linken Opposition innerhalb der III. Internationalen als Kampf- und Propagandabegriff verwendet zu werden. Abweichler von der Parteilinie der KPdSU wurden oft als Trotzkisten bezeichnet, so zum Beispiel in den Moskauer Prozessen 1936 bis 1938, in denen unter anderem ehemalige Mitglieder des Zentralkomitees verurteilt wurden.
Leo Trotzki und seine Anhängerschaft bezeichneten sich selbst jedoch als Bolschewisten-Leninisten, Bolschewiki-Leninisten bzw. Bolschewiken-Leninisten, um ihre Verbundenheit mit der bolschewistischen Ideologie unter Lenin zu betonen.

## Geschichte
Der Begriff „Trotzkismus“ bezieht sich auf den kommunistischen Revolutionär Leo Trotzki, Mitglied des Zentralkomitees der Russischen Revolution, nach dem Sturz der bürgerlichen Regierung Kerenski Volkskommissar des Äußeren (Außenminister) und Kriegskommissar (Kriegsminister) im Bürgerkrieg auf der Seite der Bolschewiki. Laut Trotzki selbst ist der Ursprung des Terminus
„Trotzkismus“ jedoch schon früher zu datieren, so wurde er erstmals 1905 vom damaligen russischen Außenminister Milkujow benutzt. Nach dem Tod Lenins entwickelten sich ideologische Auseinandersetzungen zwischen der Linken Opposition um Trotzki und den Anhängern des Stalinismus über den zukünftigen Weg. In diesem Zusammenhang wurde der Begriff „Trotzkismus“ vom herrschenden Triumvirat Stalin, Sinowjew und Kamenew zur Bekämpfung der politischen Gegner angewandt. Karl Radek gab dazu 1927 das Zeugnis ab:
„Ich war bei dem Gespräch mit Kamenew anwesend wo L. B.“ [gemeint ist Kamenew] „sagte, daß er vor dem Plenum des ZK offen erklären würde, wie sie, das heißt, Kamenew und Sinowjew, sich zusammen mit Stalin entschieden, die alten Uneinigkeiten zwischen L. D. [gemeint ist Trotzki] und Lenin zu nutzen, um dadurch Genossen Trotzki nach Lenins Tod von der Führung der Partei fernzuhalten. Überdies habe ich wiederholt aus dem Munde von Sinowjew und Kamenew die Erzählung darüber gehört, wie sie den Trotzkismus als einen aktuellen Slogan ‚erfunden‘ hatten.
K. Radek
25. Dezember 1927“
Zum Zweck der „Erfindung“ des Trotzkismus schreibt Trotzki selbst 1932 in „Lenins unterdrücktes Testament“ weiter:
„Ähnliche geschriebene Zeugnisse wurden von Preobrashinski, Pjatakow, Rakowski und Jelzin abgegeben. Pjatakow, der gegenwärtige Direktor der Staatsbank, fasste Sinowjews Zeugnis in den folgenden Worten zusammen:
»‚Trotzkismus‘ war zu dem Zweck erfunden worden, die wirklichen Meinungsunterschiede durch fiktive Unterschiede zu ersetzen, das heißt, vergangene Unterschiede zu nutzen, die keine Auswirkung auf die Gegenwart hatten, die aber zu dem oben erwähnten, bestimmten Zweck künstlich wiederbelebt wurden.«
1925 rühmte sich Sinowjew auch gegenüber Rakowski seiner erfolgreichen Taktik gegen Trotzki und bedauerte nur, »dieses Kapital schlecht angewandt und vergeudet zu haben.«“
Ab 1926 kam es dann innerhalb der KPdSU, der III. Internationale und den in ihr zusammengeschlossenen Parteien immer wieder zu Säuberungen von oft als „Trotzkisten“ bezeichneten „Abweichlern“ von der herrschenden „Generallinie“ der KPdSU. Teilweise wurden die Anhänger der Linken Opposition aus der Partei entfernt, andere in die Verbannung geschickt, und weitere gingen ins Exil.
Nach den Parteiausschlüssen und dem Schock über die Machtübernahme durch die Nationalsozialisten in Deutschland wurde 1938 die Vierte Internationale gegründet, die sich als marxistische weltumspannende Organisation verstand. Die inhaltliche Grundlage wurde durch Arbeiten Leo Trotzkis ergänzt.
Die Vierte Internationale erlebte 1953 eine Spaltung in zwei Flügel, Pablisten und orthodoxe Trotzkisten, die sich 1963 zum Teil wieder vereinigten. Splitter dieser Spaltung gründeten zum Teil eigene internationale Organisationen oder beanspruchen teilweise auch den Titel IV. Internationale.
Herrschende Diskurse im „Realsozialismus“ bezeichneten den Trotzkismus als „eine kleinbürgerliche Strömung“, die dem Marxismus-Leninismus, der internationalen kommunistischen Bewegung und dem sozialistischen Weltsystem – insbesondere der Sowjetunion – feindlich gegenübersteht.
Manche Trotzkisten haben sich ideologisch geöffnet und in einigen Punkten vom orthodoxen Marxismus abgegrenzt. Nach den Studentenbewegungen der 1960er und 1970er Jahre haben sich Trotzkisten auch den sogenannten „neuen Fragen“ zu Ökologie, Patriarchat und Frauenunterdrückung und Ähnlichem gestellt.

## Typologische Einordnung
Als Hauptmerkmal der verschiedenen trotzkistischen Strömungen gelten ein ausgeprägter Internationalismus und damit einhergehend eine generelle Ablehnung des Nationalstaates, da auf dessen Grundlage keine Revolution erfolgreich umgesetzt werden könne. Stattdessen wird von Trotzkisten ein kontinentaler Rätestaat angestrebt, der ihnen als Grundlage für die Möglichkeit der eigenen politischen Überflüssigkeit gilt, und dem der ohne Herrschaft funktionierende Weltkommunismus folgen soll. Als Widerspruch zu ihrer Forderung nach einem Rätesystem und einer „Arbeiterdemokratie“ steht laut der Extremismusforschung die Berufung auf die „bolschewistisch-leninistische“ Tradition der Trotzkisten. Laut dieser wird eine gemäß dem „Demokratischen Zentralismus“  organisierte Kaderpartei gefordert, in der einerseits „fraktionsfreiheit“ und andererseits „linientreue“ verlangt wird.
Der Trotzkismus gilt in der Extremismusforschung nicht als eine „in sich geschlossene eigenständige Lehre, sondern eine Modifikation des Marxismus-Leninismus“.

## Organisationen und Parteien
Einige der heutigen trotzkistischen Organisationen beanspruchen, in der ungebrochenen Tradition der Vierten Internationale zu stehen, die aus ihrer Sicht entweder ununterbrochenen Bestand hatte oder Gegenstand einer Wiedergründung war. Manche davon haben viele Gemeinsamkeiten und überschneiden sich in ihrer Ausrichtung sehr stark, zudem unterscheidet sich die Anzahl der Mitglieder stark. Gewisse Richtungen jedoch, die sich als trotzkistisch verstehen, argumentieren, dass die Vierte Internationale nicht mehr existiere, wobei sie auch keinen Wiederaufbau anstreben. Andere wiederum sind der Auffassung, dass die Bezeichnung „Vierte Internationale“ in einem Maße diskreditiert sei, dass eine „Fünfte Internationale“ gegründet werden müsse. Wichtige Unterscheidungsmerkmale sind das Verhältnis zur Sozialdemokratie und zum (Ex-)Stalinismus.

### Im deutschsprachigen Raum
Sektionen der wiedervereinigten Vierten Internationale
- Internationale Sozialistische Organisation (ISO), nach Fusion[12] von
  - Revolutionär Sozialistischer Bund/Vierte Internationale (RSB) – Deutschland
  - internationale sozialistische linke (isl) – Deutschland
- Sozialistische Alternative (SOAL) – Österreich

Sektionen der Vierten Internationale (Internationales Komitee)
- Sozialistische Gleichheitspartei – Deutschland

Sektionen der Internationalen Kommunistischen Liga (Vierte Internationalisten)
- Spartakist-Arbeiterpartei Deutschlands

 Sektionen des Committee for a Workers’ International
- Sozialistische Alternative (SAV) – Deutschland
- Sozialistische LinksPartei (SLP) – Österreich

Sektionen der Liga für die Fünfte Internationale
- Gruppe ArbeiterInnenmacht – Deutschland
- Arbeiter*innenstandpunkt (AST) – Österreich

Mitglieder der International Socialist Tendency
- Marx21 – Deutschland
- Linkswende – Österreich

Sektionen der Revolutionäre Kommunistische Internationale (RKI)
- Revolutionäre Kommunistische Partei (RKP) – in Deutschland, Österreich und der Schweiz

Sonstige Organisationen
- Internationale Bolschewistische Tendenz (Deutsche Sektion)
- Revolutionär Sozialistische Organisation (RSO) – Österreich und Deutschland
- Revolutionäre Internationalistische Organisation (RIO)
- Bewegung für den Sozialismus (BFS) – Schweiz
- Trotzkistische Fraktion – Vierte Internationale

Aufgelöste trotzkistische Organisationen und Parteien
- Gruppe Internationale Marxisten (GIM)
- Linksruck – Deutschland
- Voran – Deutschland
- Maulwurf
- Revolutionäre Marxistische Liga (RML)/Sozialistische Arbeiterpartei (SAP) – Schweiz